# ジェリコ・カルジェロヴィッチ
ジェリコ・カルジェロヴィッチ（セルビア語: Жељко Калуђеровић, ラテン文字転写: Željko Kaluđerović、1964年3月1日 - ）は、モンテネグロ（旧ユーゴスラビア）の元サッカー選手。ポジションはゴールキーパー。

## タイトル

### レッドスター・ベオグラード
- ユーゴスラビア・プルヴァ・リーガ：1987-88, 1989-90, 1990-91, 1991-92
- ユーゴスラビアカップ：1989-90
- ユーゴスラビア / セルビア・モンテネグロカップ：1992-93
- UEFAチャンピオンズカップ：1990-91
- インターコンチネンタルカップ：1991